# Pieskie szczęście
Pieskie szczęście (ang. Hard Luck) – amerykański film sensacyjny z 2006 roku w reżyserii Mario Van Peeblesa. Wyprodukowany przez Sony Pictures Home Entertainment.
Premiera filmu miała miejsce 17 października 2006 roku w Stanach Zjednoczonych.

## Opis fabuły
Po wyjściu z więzienia Lucky (Wesley Snipes) postanawia rozpocząć nowe, spokojne życie. Prześladuje go jednak zła passa. Mężczyzna bierze udział w przyjęciu urodzinowym pewnego gangstera i wkrótce okazuje się, że wplątał się w niebezpieczną grę z grupą skorumpowanych policjantów.
Podczas ucieczki Lucky kradnie samochód, porywając jednocześnie jego właścicielkę, piękną striptizerkę Angelę (Jacquelyn Quinones). Tymczasem para sadystów: psychopatyczna gospodyni domowa Cass (Cybill Shepherd) i jej kochanek Chang (James Liao), zabawiają się, torturując ludzi w garażu swego domu na przedmieściach. Drogi Lucky'ego i pary degeneratów mają się wkrótce pokrzyżować.

## Obsada
Źródło: Filmweb
- Wesley Snipes jako Lucky
- Cybill Shepherd jako Cass
- Tom Kemp jako Gino Gambetti
- Kevin Thoms jako Roland
- Gavin J. Behrman jako Antonio
- Luis Guzmán jako Mendez
- Tony Hua jako detektyw Lee
- Mike Messier jako Eugene, syn Cass
- Jackie Quinones jako Angela
- Aubrey Dollar jako Rainn
- Kevin Chapman jako Franklin
- James Hiroyuki Liao jako Chang

i inni